# Колесино
Коле́сино (бел. Кале́сіна) — озеро в Ушачском районе Витебской области Белоруссии. Относится к бассейну реки Дива.

## Описание
Озеро Колесино располагается в 30 км к востоку от городского посёлка Ушачи, к северу от заболоченного лесного массива.
Площадь зеркала составляет 0,12 км². Длина — 0,68 км, наибольшая ширина — 0,23 км. Длина береговой линии — 1,62 км.
Котловина вытянута с запада на восток. Северные склоны умеренно крутые, распаханные, высотой 8—9 м. Южные склоны невыраженные. Береговая линия слабоизвилистая. Берега низкие, в основном заболоченные, поросшие кустарником.
Из озера вытекает ручей, впадающий в озеро Полозерье.